# Ōya Tōru

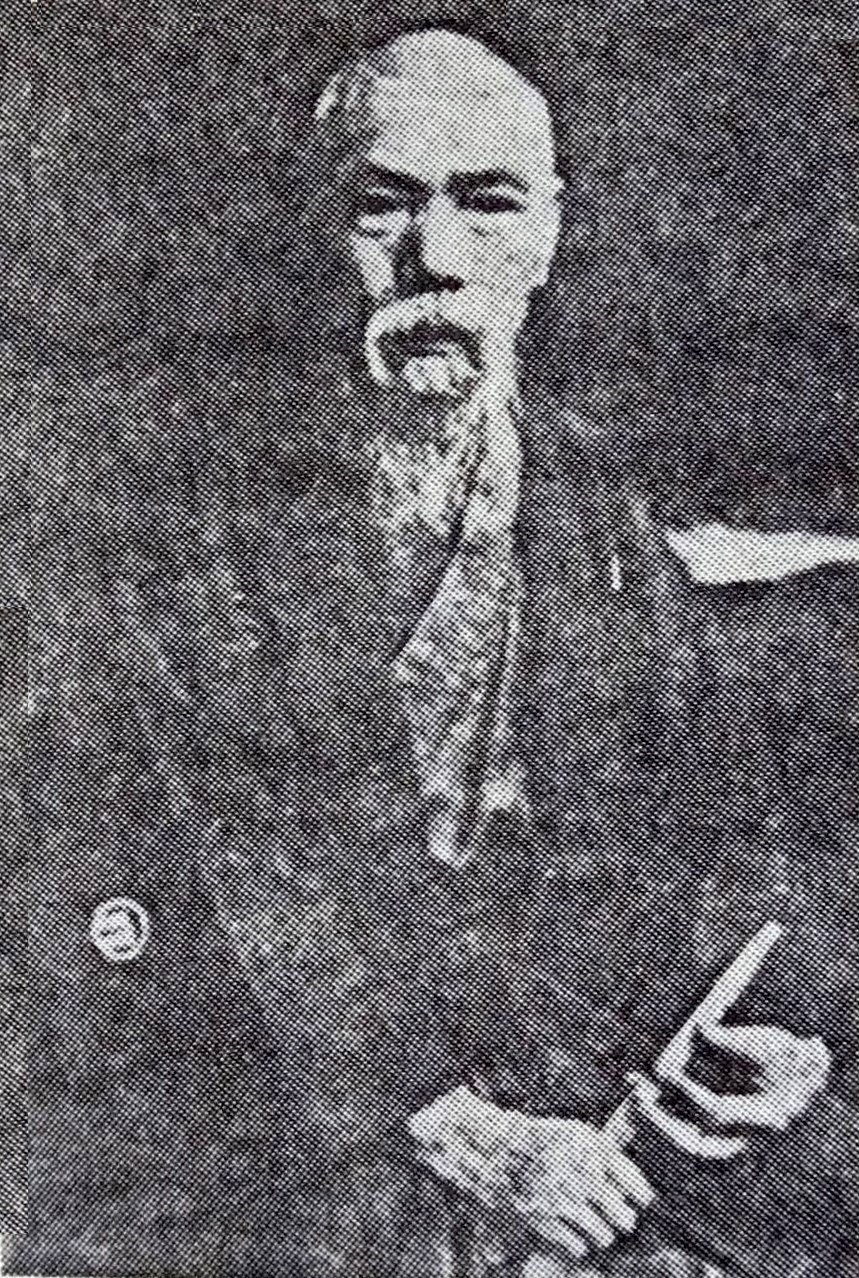
Ōya Tōru

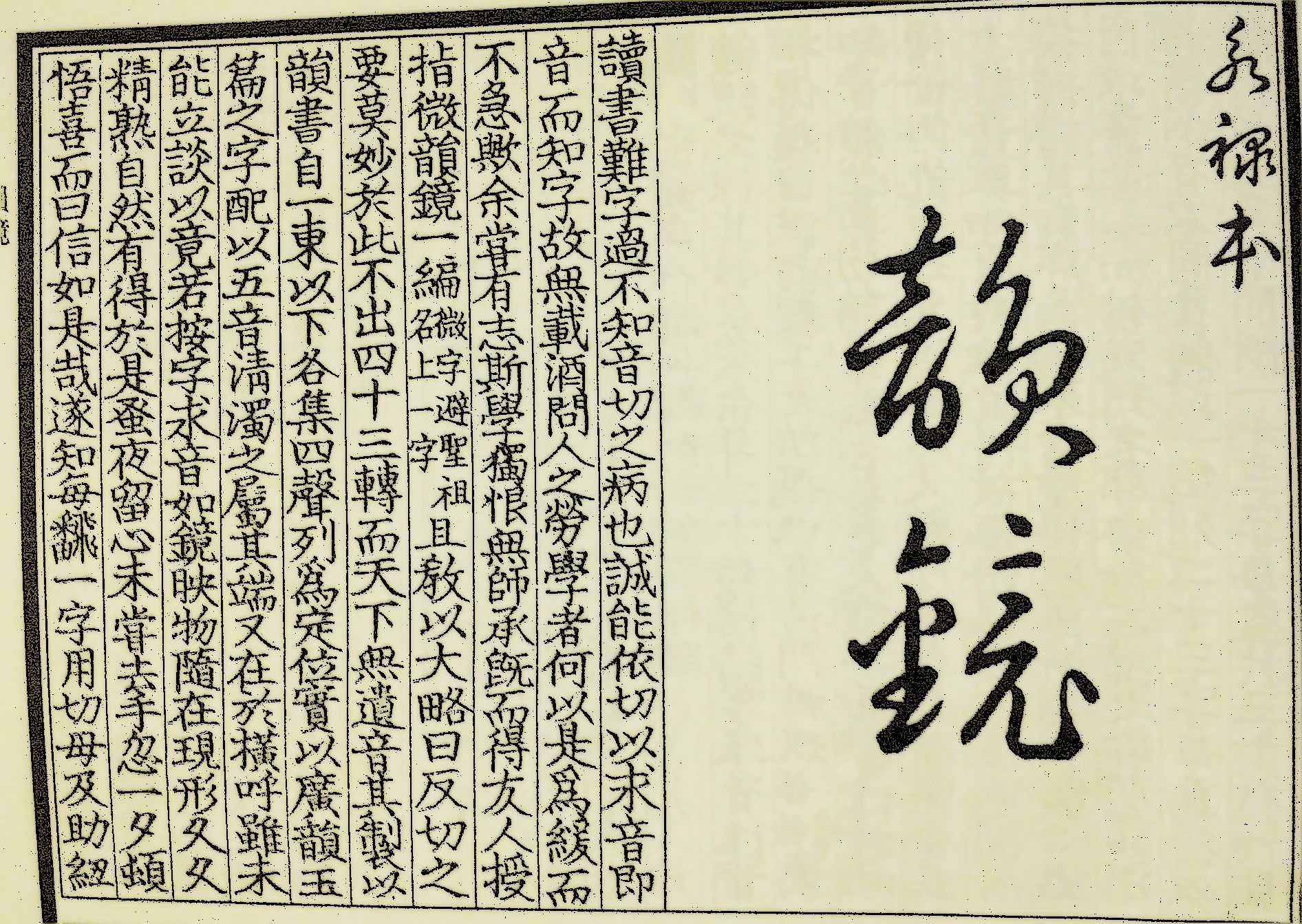
Titelseite des Yunjing

Ōya Tōru (japanisch 大矢 透; geboren 4. Januar 1851 im Dorf Negishi, Kreis Kanbara, Provinz Echigo (heute Stadt Niigata, Präfektur Niigata); gestorben 16. März 1928 in der Stadt Tokio) war ein japanischer Linguist.

## Leben und Wirken
Ōya Tōru absolvierte 1876 die Niigata Normal School (heute Pädagogische Fakultät der Universität Niigata). 1885 wurde er Mitarbeiter im Kultusministerium, 1902 Mitglied des „Nationalen Komitees für Sprachforschung“ (国語調査委員会, Kokugo chōsa iinkai). Er widmete sich dem Studium von Kana-Silbenschrift, erforschte die alten Sutra-Bände verschiedener Tempel und sammelte die dortigen Materialien.

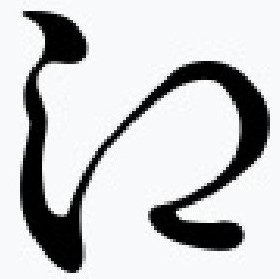
Ye

Bei der Erforschung des Übergangs zu Kana-Schriftarten und Kana-Verwendung vor der Ära Engi (901–923) stellte Ōya fest, dass es damals in der A-Spalte ein E gab und in der Ya-Spalte ein Ye. Er konnte zeigen, dass altes Kana mit der Aussprache der chinesischen Zeichen vor der Zhou-Dynastie Chinas übereinstimmt. Er konnte auch Herkunft und Datum der Entstehung der „Gojūon-zu“ (五十音図) und des „I-ro-ha Gedichtes“ (いろは歌) belegen.
Damit verbunden war ein Studium der alten Laute der Zhou-Dynastie und Erläuterungen zur Schrift „Yunjing“ (韻鏡), etwa „Spiegel der Lautbildung“, der ältesten Schrift zu diesem Thema. Ein weiteres Interessengebiet war das „Kunten“ (訓点), also die Randmarkierung chinesischer Texte so, dass sie der japanischen grammatischen Reihenfolge entsprechen gelesen werden konnten.
Zu seinen zahlreichen Publikationen gehören
- „Kanazukai oyobi kana jitai enkaku shiryō“ (仮名遣及仮名字体沿革史料) – „Materialien zur Anwendung der Kana und zur Geschichte der Kana-Zeichengestaltung“, 1909,
- „Kana genryū-kō“ (仮名源流考) – „Überlegungen zum Ursprung der Kana“, 1911，
- „Shūdai koon-kō oyobi inchō“ (周代古音考及韻徴) – „Rhythmus und alte Aussprache der zur Zeit der Zhou-Dynastie“, 1914, und
- „Inkyō-kō“ (韻鏡考) – „Überlegungen zum Inkyō“, 1924.